# Qualificatórias para o Campeonato Mundial de Voleibol Masculino de 2018 - CSV
As Qualificatórias para o Campeonato Mundial de Voleibol Masculino de 2018 - CSV foi o torneio pré-mundial organizado pela  CSV  no período 30 de agosto a 2 de setembro, no qual qualificará uma seleção do América do Sul para o Mundial da Bulgária-Itália de 2018.
O torneio foi disputado em sistema de pontos corridos, tal edição foi vencida pela Seleção Argentina e obteve a qualificação para o referido Mundial.

## Fase única
- Local: Estadio Delmi,Salta-Argentina

|     |           |     | Jogos | Jogos | Jogos | Resultados | Resultados | Resultados | Resultados | Resultados | Resultados | Sets | Sets | Sets  | Pontos | Pontos | Pontos |
| Pos | Equipe    | Pts | T     | V     | D     | 3–0        | 3–1        | 3–2        | 2–3        | 1–3        | 0–3        | V    | P    | R     | V      | P      | R      |
| --- | --------- | --- | ----- | ----- | ----- | ---------- | ---------- | ---------- | ---------- | ---------- | ---------- | ---- | ---- | ----- | ------ | ------ | ------ |
| 1   | Argentina | 6   | 2     | 2     | 0     | 1          | 1          | 0          | 0          | 0          | 0          | 6    | 1    | 6,000 | 171    | 121    | 1.413  |
| 2   | Chile     | 3   | 2     | 1     | 1     | 1          | 0          | 0          | 0          | 1          | 0          | 4    | 3    | 1.333 | 149    | 153    | 0.974  |
| 3   | Venezuela | 0   | 2     | 0     | 2     | 0          | 0          | 0          | 0          | 0          | 2          | 0    | 6    | 0,000 | 104    | 150    | 0.693  |

Resultados
| Data   | Hora  |              | Placar |           | Set 1 | Set 2 | Set 3 | Set 4 | Set 5 | Total | Relatório |
| ------ | ----- | ------------ | ------ | --------- | ----- | ----- | ----- | ----- | ----- | ----- | --------- |
| 30 ago | 21:00 | 'Argentina ' | 3–1    | Chile     | 21–25 | 25–19 | 25–17 | 25-13 |       | 96–61 | 96–74     |
| 1 set  | 21:00 | 'Chile '     | 3–0    | Venezuela | 25–22 | 25–20 | 25–15 |       |       | 75–57 | 75–57     |
| 2 set  | 17:00 | 'Argentina ' | 3–0    | Venezuela | 25–19 | 25–16 | 25-12 |       |       | 75–35 | 75–47     |

## Classificação final
| Rank | Team      |
| ---- | --------- |
| 1    | Argentina |
| 2    | Chile     |
| 3    | Venezuela |